# Robin Page
Robin Page (2. listopadu 1932 Londýn – 12. května 2015) byl britský malíř. V dětství se s rodiči přestěhoval do Kanady, kde v letech 1952–1954 ve Vancouveru navštěvoval uměleckou školu. Tam žil do roku 1959, kdy se přestěhoval zpět do Anglie. Zde se připojil ke společnosti umělců hnutí Fluxus, jako byli Dieter Roth, Ben Vautier nebo Daniel Spoerri. Na počátku šedesátých let spolupracoval s hudebníkem a skladatelem Johnem Calem. V roce 1970 opustil Fluxus a usadil se v Düsseldorfu, kde rozvíjel své vlastní umění. Zemřel roku 2015 ve věku 82 let.